# Colchester United FC
Colchester United FC, bijgenaamd The U's, is een Engelse voetbalclub in Colchester, Essex, opgericht in 1937 als professionele afsplitsing van Colchester Town, waarvan het bestuur de voorkeur gaf aan amateurvoetbal.
In 1937 nam Colchester United FC het stadion over van Colchester Town, Layer Road. Het was de thuisbasis totdat de club in 2008 verhuisde naar Colchester Community Stadium , wat resulteerde in de sluiting van Layer Road. Bij de sluiting was er een capaciteit voor 6320 bezoekers. Het record aantal bezoekers is 19.072 in 1948 bij een FA-cup wedstrijd tegen Reading. De wedstrijd werd gestaakt wegens mist. In 2012 werd Layer Road gesloopt voor nieuwbouw. Op de plek staat een standbeeld van Peter Wright die in 2000 werd verkozen tot populairste speler van de eeuw. Peter Wright tekende op 17-jarige leeftijd in 1951 een contract bij Colchester United FC. Hij scoorde 96 goals in 13 jaar terwijl hij nog parttime werkte in de Paxman Diesel fabriek.
Colchester begon in de Southern League en werd kampioen in 1939, het laatste seizoen voordat de competitie vanwege de Tweede Wereldoorlog stilgelegd werd tot 1945. Er was geen promotieregeling en na de oorlog werd de club twee keer achtste (1946 en 1947), twee keer vierde (1948 en 1949) en ten slotte tweede in 1950. In dat seizoen werd de Football League uitgebreid van 88 naar 92 clubs en werd Colchester verkozen voor de Third Division South van de League, de vierde klasse van het Engelse voetbal.
Tot 1990 pendelde de club tussen de derde en vierde klasse, maar toen degradeerde de club naar de Conference National, het vijfde niveau. Na promoties in 1992 en 1998 speelde de club in de derde klasse; de club kon zich stabiliseren en werd een van de betere van de reeks. In 2006 werd voor het eerst de Championship bereikt, maar na degradaties in 2008 en 2016 speelt de club in de League Two, de vierde klasse.
In september 2019 won Colchester in de derde ronde van de League Cup door de strafschoppen na een doelpuntloos gelijkspel beter te nemen (4–3) dan Premier Leagueclub Tottenham Hotspur. In de vierde ronde werd gewonnen van Crawley Town (1-3). Manchester United was uiteindelijk te sterk in de kwartfinale (3-0).

## Eindklasseringen vanaf 1946/47
- 1947 8e
Southern League
- 1948 4e
Southern League
- 1949 4e
Southern League
- 1950 2e
Southern League
- 1951 16e
Third Division North / South
- 1952 10e
Third Division North / South
- 1953 22e
Third Division North / South
- 1954 23e
Third Division North / South
- 1955 24e
Third Division North / South
- 1956 12e
Third Division North / South
- 1957 3e
Third Division North / South
- 1958 12e
Third Division North / South
- 1959 5e
Third Division
- 1960 9e
Third Division
- 1961 23e
Third Division
- 1962 2e
Fourth Division
- 1963 12e
Third Division
- 1964 17e
Third Division
- 1965 23e
Third Division
- 1966 4e
Fourth Division
- 1967 13e
Third Division
- 1968 23e
Third Division
- 1969 6e
Fourth Division
- 1970 10e
Fourth Division
- 1971 6e
Fourth Division
- 1972 11e
Fourth Division
- 1973 22e
Fourth Division
- 1974 3e
Fourth Division
- 1975 11e
Third Division
- 1976 22e
Third Division
- 1977 3e
Fourth Division
- 1978 8e
Third Division
- 1979 7e
Third Division
- 1980 5e
Third Division
- 1981 22e
Third Division
- 1982 6e
Fourth Division
- 1983 6e
Fourth Division
- 1984 8e
Fourth Division
- 1985 7e
Fourth Division
- 1986 6e
Fourth Division
- 1987 5e
Fourth Division
- 1988 9e
Fourth Division
- 1989 22e
Fourth Division
- 1990 24e
Fourth Division
- 1991 2e
Football Conference
- 1992 1e
Football Conference
- 1993 10e
Third Division
- 1994 17e
Third Division
- 1995 10e
Third Division
- 1996 7e
Third Division
- 1997 8e
Third Division
- 1998 4e
Third Division
- 1999 18e
Second Division
- 2000 18e
Second Division
- 2001 17e
Second Division
- 2002 15e
Second Division
- 2003 12e
Second Division
- 2004 11e
Second Division
- 2005 15e
League One
- 2006 2e
League One
- 2007 10e
Championship
- 2008 24e
Championship
- 2009 12e
League One
- 2010 8e
League One
- 2011 10e
League One
- 2012 10e
League One
- 2013 20e
League One
- 2014 16e
League One
- 2015 19e
League One
- 2016 23e
League One
- 2017 8e
League Two
- 2018 13e
League Two
- 2019 8e
League Two
- 2020 6e
League Two
- 2021 20e
League Two
- 2022 15e
League Two
- 2023 20e
League Two
- 2024 22e
League Two
- 2025 10e
League Two

- Second Division
- Third Division
- Fourth Division
- Championship
- League One
- League Two
- National League
- Southern League

ⓘ In 1992 invoering van de Premier League en opheffing van de Fourth Division; in 2004 opheffing van de First, Second en Third Division.

## Bekende (oud-)spelers
- Jeremy Goss
- Kevin Lisbie